# سینت لوئیس کراسینگ (ایندیانا)
سینت لوئیس کراسینگ (به انگلیسی: Saint Louis Crossing) یک منطقهٔ مسکونی در ایالات متحده آمریکا است که در شهرستان بارتولما، ایندیانا واقع شده‌است. سینت لوئیس کراسینگ ۲۰۷٫۸۸ متر بالاتر از سطح دریا واقع شده‌است.